# Barrage de Dez
 (mai 2017).
Si vous disposez d'ouvrages ou d'articles de référence ou si vous connaissez des sites web de qualité traitant du thème abordé ici, merci de compléter l'article en donnant les références utiles à sa vérifiabilité et en les liant à la section « Notes et références ».
Le  barrage de Dez  est un grand barrage hydroélectrique construit en Iran en 1963 par le consortium italien Impregilo composé des entreprises Fiat Impresit, Girola et Lodigiani sur un projet de l'ingénieur italien Guido Oberti.

## Géographie
Le barrage est sur le Dez, la ville la plus proche Dezful ayant la seule route pour accéder au barrage dans cette province du nord-ouest du Khouzestan. Le barrage mesure 214 mètres de haut ; c'est l'un des plus hauts du monde. Son réservoir a une capacité de 3 340 millions de mètres cubes. Au moment de sa construction, le barrage de Dez était le plus grand projet du développement de l'Iran. Il se trouve à 15 minutes de voiture d'Andimeshk. Il est également possible de visiter la centrale électrique qui est située à la gauche du barrage dans les montagnes. La centrale électrique a huit grandes turbines construites par Siemens. 
Le problème principal de ce barrage est une perte annuelle de capacité du réservoir due à l'érosion du sol dans les zones en amont du barrage. Il n'existe sur place aucune équipe d'ingénieurs ayant l'expérience nécessaire et les moyens financiers pour enlever les dépôts de sédiments et pour nettoyer le lac de rétention sur une base régulière. 
Le groupe italien Impregilo a été impliqué dans la construction du barrage de Dez, le plus haut d'Iran. L'eau du réservoir irrigue 160 km2, soit seulement un cinquième de la zone que les concepteurs du barrage avaient déclaré pouvoir irriguer. Les terres irriguées servaient en grande partie à des sociétés agroalimentaires étrangères, dont Mitsui, Chase Manhattan, Bank of America, Shell, John Deere et Power Development Corporation[Quoi ?]. Environ 17 000 fermiers ont perdu leur terre au profit des entreprises. Des années plus tard, beaucoup étaient toujours sans terre et sans emploi. Après le renversement du shah Mohammad Reza Pahlavi en 1979, toutes les compagnies étrangères ont quitté le secteur. L'ouvrage appartient à la compagnie iranienne Khuzestan Water & Power Authority.